# Anton Giulio Barrili

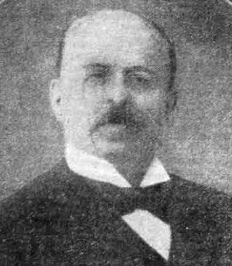

Anton Giulio Barrili, född 14 december 1836, död 14 augusti 1908, var en italiensk romanförfattare.
Barrili blev 1889 professor i italiensk litteratur vid universitetet i Genua. Bland hans mer än 60 och tidigare allmänt kända romaner märks Capitan Dodéro (1865), Val d'olivi (1873), Come un sogno (1875, svensk översättning Som en dröm 1891), Cuor di ferro e cuor d'oro (1877), L'olmo e l'edera (1877), Il biancospino (1882). Bland dem som tidigare ansetts mer "littärt värdefulla" märks Con Garibaldi alle porte di Roma 1867 (1895) och Discorso in morte di Garibaldi (1884).